# Scenopinus cochisei
Scenopinus cochisei är en tvåvingeart som beskrevs av Kelsey 1969. Scenopinus cochisei ingår i släktet Scenopinus och familjen fönsterflugor. Inga underarter finns listade i Catalogue of Life.